# Lloyd C. Stark
Lloyd Crow Stark, född 23 november 1886 i Louisiana, Missouri, död 17 september 1972 i Clayton, Missouri, var en amerikansk demokratisk politiker. Han var Missouris guvernör 1937–1941.
Stark utexaminerades 1908 från United States Naval Academy och tjänstgjorde i fyra år som officer i USA:s flotta. I första världskriget tjänstgjorde han i USA:s armé där han avancerade till major.
Stark efterträdde 1937 Guy Brasfield Park som Missouris guvernör och efterträddes 1941 av Forrest C. Donnell.
Stark avled 1972 och gravsattes på Riverview Cemetery i Louisiana i Missouri.